# Pelargoderus cincticornis
Pelargoderus cincticornis là một loài bọ cánh cứng trong họ Cerambycidae.